# Mas Ventallola
Mas Ventallola és una masia de Santa Eulàlia de Riuprimer (Osona) inclosa a l'Inventari del Patrimoni Arquitectònic de Catalunya.

## Descripció
Edifici civil. Masia de planta rectangular, coberta a dues vessants i amb el carener perpendicular a la façana, orientada a llevant. El portal és d'arc deprimit i consta de planta baixa i dos pisos.
El mas és de grans dimensions i podem observar diversos trams constructius, de manera que la casa s'anava ampliant lateralment. Els extrems presenten uns carreus molt diferents, alguns sectors són de totxo. Fent espona al portal hi ha un pujador de cavalls, a les golfes hi ha una bonica finestra amb decoracions. A migdia s'obren unes galeries que formen part del mateix cos de la casa, obertes amb arc de mig punt rebaixat a nivell del primer i segons pis.
La masia està molt abandonada, tot i que sembla que s'hi estiguin fent obres.

## Història
Antiga casa forta coneguda pel Puig dins el terme de Santa Eulàlia. Fou residència dels Muntanyola o Dosrius, castlans del Castell de Muntanyola.
Al 1339 el bisbe va protestar perquè les obres de fortificació que s'hi feren anaven en contra de la senyoria episcopal. A partir el segle xvi fou habitada per uns pagesos que procedien de la Ventallola de centelles i li imposaren aquest nom. Ells foren qui el convertiren en el casal actual, construint-hi les grans galeries damunt el poble de Santa Eulàlia de Riuprimer.
Al fogatge de 1553 del terme i parròquia de Santa Eulàlia de Riuprimer, trobem Gabriel Boscas com a habitant el mas Puig.